# Bernd Drogan
Bernd Drogan (26 ottobre 1955) è un ex ciclista su strada tedesco.

## Biografia
Attivo come dilettante nell'allora Repubblica Democratica Tedesca, fu medaglia d'argento nella cronometro a squadre ai Giochi olimpici 1980 a Mosca e vincitore di tre titoli mondiali, due nella cronometro a squadre (1979, 1981) e uno nella prova individuale (1982). Nel 1979 e nel 1982 fu nominato sportivo tedesco orientale dell'anno.

## Palmarès
- 1976 (SC Cottbus, Dilettanti)

8ª tappa DDR-Rundfahrt
Harzrundfahrt
- 1977 (SC Cottbus, Dilettanti)

Classifica generale Tour du Vaucluse
8ª tappa Corsa della Pace (Berlino > Cottbus)
Classifica generale DDR-Rundfahrt
Campionati tedeschi orientali, prova in salita
1ª tappa, 1ª semitappa Bohemia Tour (Nový Bor > Nový Bor, cronometro)
Classifica generale Bohemia Tour
1ª tappa Okolo Slovenska
10ª tappa Okolo Slovenska
- 1978 (SC Cottbus, Dilettanti)

4ª tappa, 1ª semitappa Circuit de la Sarthe (Neufchâtel-en-Saosnois > Beaumont-sur-Sarthe, cronometro)
Classifica generale Circuit de la Sarthe
1ª tappa DDR-Rundfahrt
3ª tappa DDR-Rundfahrt (Quedlinburg > Jena)
Classifica generale DDR-Rundfahrt
Campionati tedeschi orientali, prova a cronometro
Campionati tedeschi orientali, prova in salita
- 1979 (SC Cottbus, Dilettanti)

5ª tappa DDR-Rundfahrt (Obstfelderschmiede > Arnstadt, cronometro)
Classifica generale DDR-Rundfahrt
7ª tappa, 1ª semitappa Corsa della Pace (Nasciszowa > Nowy Sącz, cronometro)
12ª tappa Corsa della Pace (Neubrandenburg > Neubrandenburg, cronometro)
13ª tappa Corsa della Pace (Neubrandenburg > Berlino)
4ª tappa Dookoła Mazowsza (Ciechanów > Mława, cronometro)
- 1980 (SC Cottbus, Dilettanti)

4ª tappa, 2ª semitappa Tour du Vaucluse
7ª tappa DDR-Rundfahrt (Bad Blankenburg > Rudolstadt, cronometro)
- 1981 (SC Cottbus, Dilettanti)

Prologo Vuelta a Cuba (cronometro)
8ª tappa Niedersachsen Rundfahrt (Bad Lauterberg > Sankt Andreasberg)
Campionati tedeschi orientali, prova a cronometro
- 1982 (SC Cottbus, Dilettanti)

Premio Internacional La Farola
Classifica generale Grand Prix ZTS
Rund um die Hainleite
Prologo DDR-Rundfahrt (Erfurt > Erfurt, cronometro)
1ª tappa DDR-Rundfahrt
Classifica generale DDR-Rundfahrt
3ª tappa Okolo Slovenska
5ª tappa Okolo Slovenska
Campionati del mondo, prova in linea Dilettanti (con la Nazionale tedesca orientale)
- 1983 (SC Cottbus, Dilettanti)

Prologo Giro delle Regioni (Pescara > Pescara, cronometro)
7ª tappa DDR-Rundfahrt
6ª tappa Okolo Slovenska
Classifica generale Okolo Slovenska
7ª tappa Tour de l'Avenir (Saint-Trivier-sur-Moignans > Bourg-de-Péage)
- 1984 (SC Cottbus, Dilettanti)

6ª tappa, 1ª semitappa Tour de Normandie
1ª tappa DDR-Rundfahrt (Cottbus > Cottbus)

### Altri successi
- 1975 (Dilettanti)

DDR Grand Prix (cronosquadre)
- 1979 (Dilettanti)

Campionati del mondo, cronometro a squadre (con la Nazionale tedesca orientale)
- 1980 (SC Cottbus, Dilettanti)

Prologo DDR-Rundfahrt (Schwarzburg > Bad Blankenburg, cronosquadre)
Classifica scalatori DDR-Rundfahrt
- 1981 (Dilettanti)

4ª tappa Vuelta a Cuba (Las Tunas, cronosquadre)
Campionati del mondo, cronometro a squadre (con la Nazionale tedesca orientale)
- 1982 (Dilettanti)

Campionati tedeschi orientali, criterium
Campionati tedeschi orientali, cronometro a squadre
2ª tappa Tour de l'Avenir (Bourg-en-Bresse > Châtillon-sur-Chalaronne, cronosquadre)
- 1984 (Dilettanti)

Giochi dell'Amicizia, cronometro a squadre (con la Nazionale tedesca orientale)

## Piazzamenti

### Olimpiadi
- 1 medaglia[1]:
  - 1 argento (Mosca 1980 nella corsa a cronometro a squadre)

### Mondiali
- 4 medaglie[1]:
  - 3 ori (Valkenburg 1979 nella corsa a cronometro a squadre; Praga 1981 nella corsa a cronometro a squadre; Goodwood 1982 nella corsa in linea dilettanti)
  - 1 bronzo (Valkenburg 1979 nella corsa in linea dilettanti)